# Najas malesiana
Najas malesiana är en dybladsväxtart som beskrevs av W.J.de Wilde. Najas malesiana ingår i släktet najasar, och familjen dybladsväxter. IUCN kategoriserar arten globalt som livskraftig. Inga underarter finns listade.